# Koziorowo
Koziorowo – dawna osada leśna w Polsce położona w województwie mazowieckim, w powiecie mławskim, w gminie Dzierzgowo.
Nazwę zniesiono 1.01.2021 r.
W latach 1975–1998 miejscowość administracyjnie należała do województwa ciechanowskiego.